# François Martin (musicien)
Pour les articles homonymes, voir François Martin et Martin.
François Martin est un luthiste et guitariste français, professeur à l'École normale de musique de Paris.
François Martin travaille tout d'abord la guitare avec Ramon Cueto puis avec Alberto Ponce à l'École normale de musique de Paris où il obtient la licence de concert à l'unanimité du jury.
Du Ministère des Affaires culturelles il obtient également le certificat d'aptitude d'enseignement.
Puis il poursuit ses études de contrepoint et d'harmonie suivant les règles anciennes avec Gérard Geay.
Depuis 1976, étude des instruments anciens, luths renaissance, baroque et théorbe avec Michael Schäffer et enfin avec Antoine Geoffroy Dechaume.
Dans un souci d'interprétation exacte du répertoire de luth et de théorbe, François Martin a également travaillé le style des danses Renaissances et Baroques avec Francine Lancelot.
Professeur à l'École normale de musique de Paris depuis 1974, il a créé la classe de luth de ce même établissement en 1981.